# Charny Orée de Puisaye
Charny Orée de Puisaye é uma comuna francesa na região administrativa da Borgonha-Franco-Condado, no departamento de Yonne. Estende-se por uma área de 230.40 km². Em 2010 a comuna tinha 4 926 habitantes (densidade: 21,4 hab./km²).
Foi criada em 1 de janeiro de 2016, a partir da fusão das antigas comunas de Charny, Chambeugle, Chêne-Arnoult, Chevillon, Dicy, Fontenouilles, Grandchamp, Malicorne, Marchais-Beton, Perreux, Prunoy, Saint-Denis-sur-Ouanne, Saint-Martin-sur-Ouanne e Villefranche.